# James Brown
James Joseph Brown (Barnwell, South Carolina, 3 mei 1933 – Atlanta, 25 december 2006), algemeen bekend als The Godfather of Soul en The Hardest Working Man in Show Business, was een Amerikaanse zanger, entertainer en winnaar van de Grammy Award. Brown wordt gezien als een van de belangrijkste en meest controversiële figuren uit de 20e eeuw in de ontwikkeling van de soulmuziek. Hij wordt tevens gezien als de medegrondlegger van het funkgenre.

## Biografie

### Jeugd
Brown zou geboren zijn in Barnwell (South Carolina) in 1933, maar sommige bronnen noemen 1928 als zijn geboortejaar en Pulaski (Tennessee) als zijn geboorteplaats. Zijn ouders konden niet voor hem zorgen en aldus groeide hij op in het bordeel van zijn tante, in de crisisjaren '30 in Augusta (Georgia). Op 16-jarige leeftijd werd hij veroordeeld voor een gewapende overval. Na drie jaar gevangenisstraf werd hij op voorspraak van Bobby Byrd vrijgelaten op voorwaarde dat hij zich niet meer in Augusta zou laten zien en dat hij een baan zou zoeken. Na een korte sportcarrière in boksen en baseball zocht hij zijn heil in de muziek.

### Huwelijken
Hij was vier keer gehuwd; achtereenvolgens met Deidre Jenkins, Velma Warren (1954 - 1969) en Adrienne Rodriguez. Dit laatste huwelijk hield twaalf jaar stand, tot zijn vrouw in 1996 overleed. In dat jaar trouwde James Brown een laatste keer, met Tomi Rae Hynie.

### Carrière
Gedurende zijn carrière heeft hij veel muzikanten beïnvloed. In de jaren 60 werd hij door andere artiesten geïmiteerd. Halverwege de jaren 70 verlieten diverse muzikanten zijn band en gingen meer de funkkant op, à la George Clinton. In de late jaren 70 tot eind 80 was Brown een inspiratiebron voor rap, breakdance en hiphop, dj's als Grandmaster Flash gebruikten veelvuldig samples van Browns werk. In de jaren 80 was hij de meest gesampelde artiest ter wereld.
Brown wordt vaak The Godfather of Soul, Soul Brother Number One en Mr. Dynamite genoemd. In 1983 werd hij opgenomen in de Georgia Music Hall of Fame, in 1986 in de Rock and Roll Hall of Fame en in 2006 in de UK Music Hall of Fame.
Naast zijn muzikale carrière werkte Brown ook aan een zakencarrière en bouwde hij een imperium van radiostations, hotels, clubs en restaurants op. Toen zijn succes afnam, was hij gedwongen bijna zijn hele zakenimperium te verkopen.

### Laatste fase carrière en dood
Eind jaren 80 moest Brown opnieuw enkele jaren in de gevangenis doorbrengen, nadat hij mensen met een geweer had bedreigd en zijn arrestatie wilde ontlopen. Na zijn vrijlating in 1991 toerde hij als levende legende over de wereld.
In december 2004 werd bij Brown prostaatkanker vastgesteld. Hij overleed op 73-jarige leeftijd op eerste kerstdag 2006 om 07:45 uur CET, nadat hij een dag eerder in het ziekenhuis was opgenomen met een longontsteking. De doodsoorzaak was congestief hartfalen veroorzaakt door de longontsteking. Honderdduizenden mensen namen in New York afscheid, het stoffelijk overschot van de zanger reed aan boord van een paardenkoets door onder andere de zwarte wijk Harlem. Hierna werd James Brown opgebaard in het Apollo Theater. De kist bleef zeven uur lang open op het podium van de concertzaal, zodat fans, familie en collega's hem de laatste groet konden brengen. Diverse sterren als Michael Jackson, Stevie Wonder, Aretha Franklin, Dionne Warwick, Isaac Hayes en Smokey Robinson deden dat. De uitvaart vond met publiek plaats in de James Brown Arena in Augusta.
In maart 2007 werd bekend dat het lichaam van James Brown verplaatst is naar een crypte bij het huis van een van zijn dochters in Columbia (South Carolina).
Door een interne familiestrijd is het stoffelijk overschot daarna meerdere malen verplaatst en zijn volgens weduwe Tomi Rae Hynie zijn benen geamputeerd voor DNA-onderzoeken.
Echter, op 13 februari 2020 werd bekendgemaakt dat een onderzoek gestart is naar de doodsoorzaak van Brown, omdat Browns voormalige woordvoerder Jacque Hollander zegt te kunnen bewijzen dat hij destijds vermoord is.

## Discografie

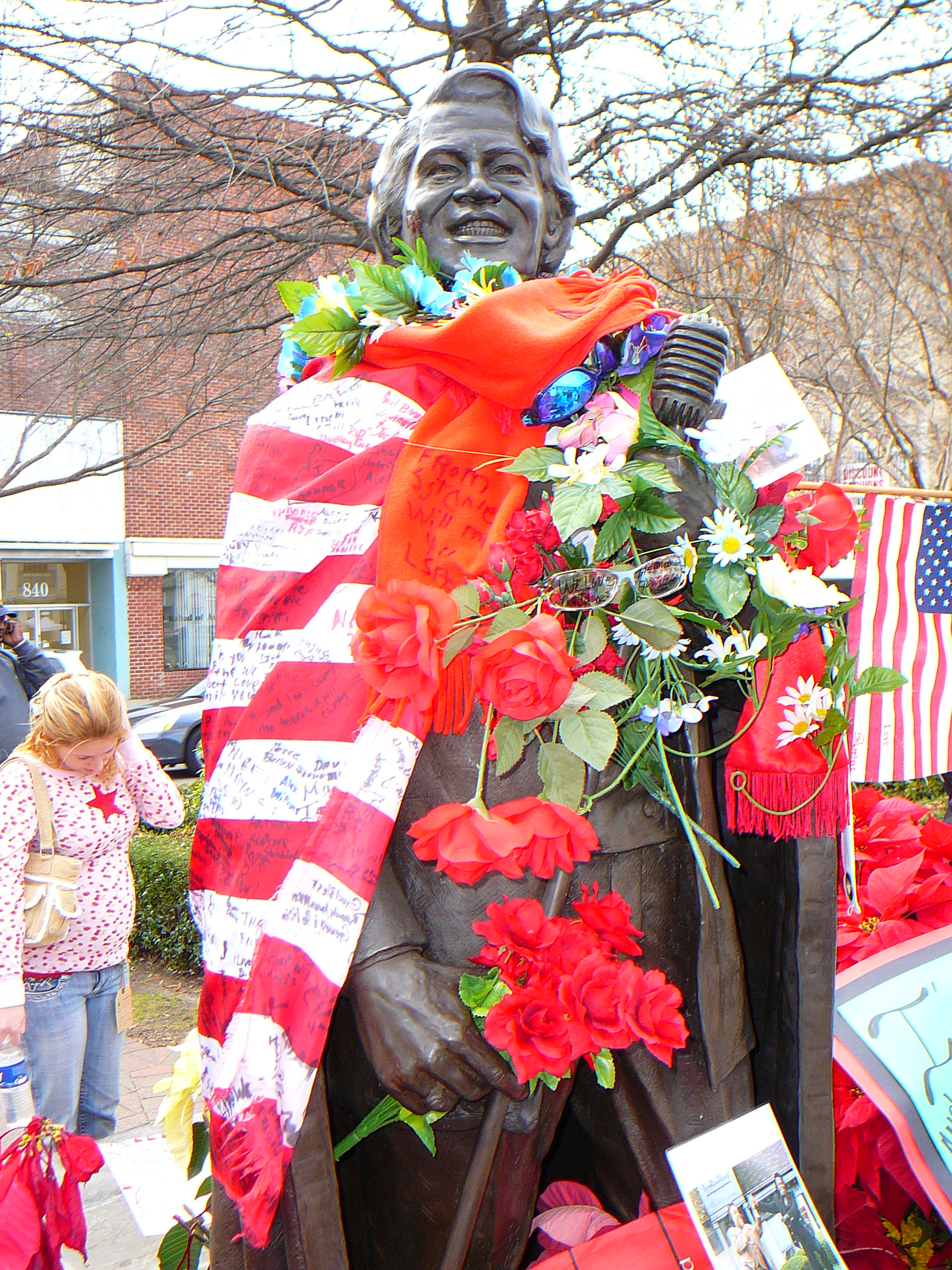
James Brown standbeeld
in Augusta, Georgia

### Albums
- 1956 Please Please Please
- 1959 Try Me!
- 1960 Think
- 1961 James Browns Presents His Band
- 1961 The Amazing James Brown
- 1961 Night Train
- 1962 Shout & Shimmy
- 1962 Tours the U.S.A.
- 1962 Jump Around
- 1963 Live at the Apollo (1963)
- 1963 Prisoner of Love
- 1964 Pure Dynamite! Live at the Royal
- 1964 Showtime
- 1964 Out of Sight
- 1964 Grits & Soul
- 1965 Papa's Got a Brand New Bag
- 1965 James Brown Plays James Brown
- 1965 Papa's Got a Brand New Bag
- 1966 I Got You (I Feel Good)
- 1966 James Brown Plays New Breed
- 1966 It's a Man's Man's Man's World
- 1966 Handful of Soul
- 1966 Mighty Instrumentals
- 1966 James Brown Sings Christmas Songs
- 1967 Sings Raw Soul
- 1967 Live at the Garden
- 1967 James Brown Plays the Real Thing
- 1967 Cold Sweat
- 1968 I Can't Stand Myself When You Touch Me
- 1968 I Got the Feelin'
- 1968 James Brown Plays Nothing But Soul
- 1968 Live at the Apollo (1968)
- 1968 James Brown Sings out of Sight
- 1968 James Brown Presents His Show of Tomorrow
- 1968 Soul Party
- 1968 A Soulful Christmas
- 1968 A Thinking About Little Willie
- 1969 Say It Loud, I'm Black and I'm Proud
- 1969 Gettin' Down to It
- 1969 It's a Mother
- 1969 The Popcorn
- 1969 Plays Rhythm & Blues
- 1969 Excitement
- 1970 Ain't It Funky
- 1970 Soul on Top
- 1970 It's a New Day – So Let a Man Come In
- 1970 Sex Machine
- 1970 Hey America
- 1971 She Is Funky Down Here
- 1971 Hot Pants
- 1971 Revolution of the Mind (live)
- 1971 Super Bad (live)
- 1971 Soul Brother No. 1
- 1972 There It Is
- 1972 Get on the Good Foot
- 1973 Black Caesar
- 1973 Slaughter's Big Rip-Off
- 1973 The Payback
- 1974 Hell
- 1974 Reality
- 1975 Sex Machine Today
- 1975 Everybody's Doin' the Hustle
- 1976 Get up Offa That Thing (1976)
- 1976 Bodyheat
- 1976 Hot
- 1977 Mutha's Nature
- 1977 Strangers
- 1978 Jam/1980's
- 1978 Take a Look at Those Cakes
- 1979 The Original Disco Man
- 1979 Mister Dynamite
- 1980 People
- 1980 Hot on the One (live)
- 1980 Soul Syndrome
- 1981 Nonstop!
- 1981 The Third Coming
- 1981 Live in New York
- 1981 Special
- 1982 Mean on the Scene (live)
- 1983 Bring It On!
- 1985 Live in Concert
- 1986 Gravity
- 1988 I'm Real
- 1991 Love Over-Due
- 1992 Universal James
- 1995 Live at the Apollo 1995
- 1998 I'm Back
- 1999 The Merry Christmas Album
- 2001 Get up Offa That Thing (2001) (live)
- 2002 Super Bad - Live
- 2002 Startime Live
- 2002 In Concert (live)

## Hitlijsten

### Albums
| Album met eventuele hitnotering(en) in de Nederlandse Album Top 100 | Datum van verschijnen | Datum van binnenkomst | Hoogste positie | Aantal weken | Opmerkingen               |
| ------------------------------------------------------------------- | --------------------- | --------------------- | --------------- | ------------ | ------------------------- |
| Live at the Apollo                                                  | 1987                  | 14-06-1969            | 19              | 1            |                           |
| Gravity                                                             | 1986                  | 18-10-1986            | 71              | 1            |                           |
| Soul Session Live                                                   | 1987                  | 09-04-1988            | 46              | 2            | als James Brown & Friends |
| The Great James Brown                                               | 1988                  | 23-04-1988            | 33              | 14           | Verzamelalbum             |
| I'm Real                                                            | 1988                  | 25-06-1988            | 37              | 9            |                           |

| Album met hitnotering(en) in de Vlaamse Ultratop 200 albums | Datum van verschijnen | Datum van binnenkomst | Hoogste positie | Aantal weken | Opmerkingen |
| ----------------------------------------------------------- | --------------------- | --------------------- | --------------- | ------------ | ----------- |
| The Very Best of... The Godfather                           | 2007                  | 17-02-2007            | 64              | 5            |             |

### Singles
| Single met eventuele hitnotering(en) in de Nederlandse Top 40                 | Datum van verschijnen | Datum van binnenkomst | Hoogste positie | Aantal weken | Opmerkingen                                               |
| ----------------------------------------------------------------------------- | --------------------- | --------------------- | --------------- | ------------ | --------------------------------------------------------- |
| It's a Man's, Man's, Man's World                                              | 1966                  | 02-07-1966            | 19              | 6            |                                                           |
| Papa's Got a Brand New Bag                                                    | 1965                  | -                     |                 |              | Nr. 16 in de Parool Top 20                                |
| I Don't Want Nobody to Give Me Nothing (Open Up the Door, I'll Get It Myself) | 1969                  | 03-05-1969            | tip20           | -            |                                                           |
| Mother Popcorn (You Got to Have a Mother for Me)                              | 1969                  | 09-08-1969            | 21              | 7            | Nr. 15 in de Hilversum 3 Top 30                           |
| World (Part 1)                                                                | 1969                  | 27-09-1969            | tip2            | -            |                                                           |
| I Feel All Right                                                              | 1970                  | 09-05-1970            | 31              | 4            | Nr. 28 in de Hilversum 3 Top 30                           |
| Get Up (I Feel Like Being a) Sex Machine (Part 1)                             | 1970                  | 29-08-1970            | 8               | 9            |                                                           |
| Call Me Super Bad (Parts 1 & 2)                                               | 1970                  | 21-11-1970            | 32              | 4            | Nr. 21 in de Hilversum 3 Top 30                           |
| Get Up, get Into It, Get Involved                                             | 1971                  | 27-02-1971            | tip7            | -            |                                                           |
| Hot Pants (Part 1) (She Got to Use What She Got to Get What She Wants)        | 1971                  | 14-08-1971            | 19              | 6            | Nr. 15 in de Daverende Dertig                             |
| There Is It (Part 1)                                                          | 1972                  | 15-07-1972            | 22              | 4            | Nr. 22 in de Daverende Dertig                             |
| Get On the Good Foot                                                          | 1972                  | 11-11-1972            | tip14           | -            |                                                           |
| Woman (Part 1)                                                                | 1974                  | 16-02-1974            | 7               | 9            | Nr. 8 in de Daverende Dertig                              |
| Get Up (I Feel Like Being a) Sex Machine (Part 1)                             | 1975                  | 10-05-1975            | tip5            | -            | Nr. 7 in de Hilversum 3 Top 30                            |
| Living in America                                                             | 1986                  | 01-02-1986            | 9               | 9            | Nr. 8 in de Nationale Hitparade                           |
| Gravity                                                                       | 1986                  | 25-10-1986            | 30              | 4            | Nr. 31 in de Nationale Hitparade                          |
| The Payback Mix Part One                                                      | 1988                  | 11-06-1988            | 28              | 4            | Nr. 31 in de Nationale Hitparade Top 100                  |
| I'm Real                                                                      | 1988                  | 23-07-1988            | 38              | 3            | met Full Force / Nr. 22 in de Nationale Hitparade Top 100 |

| Single met hitnotering(en) in de Vlaamse Ultratop 50 | Datum van verschijnen | Datum van binnenkomst | Hoogste positie | Aantal weken | Opmerkingen |
| ---------------------------------------------------- | --------------------- | --------------------- | --------------- | ------------ | ----------- |
| It's A Man's Man's Man's World                       | 1966                  | 06-08-1966            | 14              | 4            |             |
| Get Up (I Feel Like Being a) Sex Machine (Part 1)    | 1970                  | 12-09-1970            | 4               | 12           |             |
| Hot Pants                                            | 1971                  | 11-09-1971            | 17              | 5            |             |
| Woman                                                | 1974                  | 16-03-1974            | 18              | 6            |             |
| Living in America                                    | 1986                  | 01-02-1986            | 2               | 12           |             |
| Gravity                                              | 1986                  | 11-10-1986            | 12              | 8            |             |
| How Do You Stop                                      | 1987                  | 07-02-1987            | 27              | 4            |             |
| The Payback Mix Part One                             | 1988                  | 25-06-1988            | 38              | 3            |             |
| I Got You (I Feel Good)                              | 1992                  | 14-11-1994            | 49              | 1            |             |

### NPO Radio 2 Top 2000
| Nummers met noteringen in de NPO Radio 2 Top 2000 | '99 | '00  | '01  | '02 | '03 | '04 | '05  | '06  | '07  | '08  | '09  | '10  | '11  | '12  | '13  | '14 | '15  | '16  | '17  | '18  | '19  | '20  | '21  |
| ------------------------------------------------- | --- | ---- | ---- | --- | --- | --- | ---- | ---- | ---- | ---- | ---- | ---- | ---- | ---- | ---- | --- | ---- | ---- | ---- | ---- | ---- | ---- | ---- |
| Get Up (I Feel Like Being a) Sex Machine          | 658 | 1118 | 1068 | 892 | 661 | 798 | 1090 | 1077 | 982  | 934  | 876  | 852  | 985  | 1001 | 1081 | 952 | 1163 | 1150 | 1299 | 1655 | 1745 | 1920 | 1953 |
| I Got You                                         | -   | -    | -    | -   | -   | -   | -    | 1603 | 1734 | 2000 | 1761 | 1531 | 1550 | -    | -    | -   | -    | -    | -    | -    | -    | -    | -    |
| It's a Man's Man's Man's World                    | 813 | 1385 | 1474 | 888 | 987 | 903 | 1085 | 1300 | 1053 | 1085 | 1022 | 830  | 569  | 771  | 771  | 743 | 953  | 1082 | 1226 | 1412 | 1814 | 1594 | 1955 |

1. ↑  Een '-' betekent dat het nummer niet was genoteerd en een vetgedrukt getal geeft de hoogste notering van een nummer aan.
2. ↑  Deze tabel is bijgewerkt tot en met de laatste editie (2024).

## Filmografie
- Mean Johnny Barrows (1976)
- The Blues Brothers (1980)
- Doctor Detroit (1983)
- Rocky IV (1985)
- Soulmates (1997)
- Blues Brothers 2000 (1998)
- The Tuxedo (2002) Hier wordt Brown door Jackie Chan neergeslagen en vervolgens steelt Jackie z'n optreden.

## Trivia
- Zijn vrouw Adrienne klaagde hem meermaals aan wegens mishandeling. Zij stierf tijdens een cosmetische operatie.
- Brown zat 26 maanden gevangen na een wilde politieachtervolging in 1988.
- In 1991 scoorde de band L.A. Style een nummer 1-hit met het nummer James Brown Is Dead en Holy Noise een top 10-hit met het antwoord James Brown Is Still Alive, waarop Traumatic Stress het nummer Who the fuck is James Brown? uitbracht en daarmee ook een top 10-hit scoorde.